# Edith Downing
Pour les articles homonymes, voir Downing.
Edith Elizabeth Downing, née à Cardiff, au pays de Galles, en janvier 1857 et morte dans le Surrey le 3 octobre 1931, est une artiste, sculptrice et suffragette britannique.

## Biographie
Edith Elizabeth Downing naît à Cardiff en janvier 1857. Elle était l'une des quatre enfants du marchand de charbon et agent maritime Edward Downing. Sa sœur Mary devient elle aussi artiste, tandis que sa sœur Caroline Lowder Downing, infirmière, rejoint la Women's Social and Political Union avec elle,.

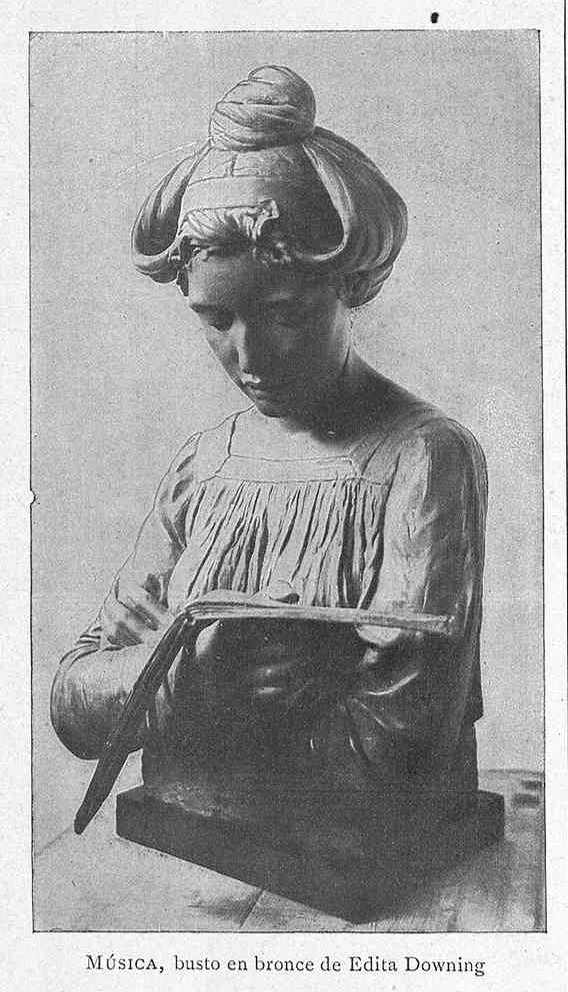
Buste réalisé par Edith Downing.

Edith Downing fait ses études secondaires au Cheltenham Ladies' College puis commence sa formation artistique à la South Kensington School of Art, puis à la Slade School of Art, en 1892-1893. Elle sculpte des bustes et des figures en bronze et en marbre, et peint des aquarelles et fait des reliefs et des panneaux décoratifs. Elle expose pour la première fois à la Royal Academy en 1891, et elle continue à y exposer régulièrement jusqu'au début des années 1900. Elle expose également au Royal Glasgow Institute, au Salon de Paris, à la Society of Women Artists et elle est membre de la South Wales Art Society de 1896 à 1900. Le musée national de Cardiff détient plusieurs de ses œuvres, notamment une figure en bronze intitulée Avarice. Un retable d'albâtre qu'elle a créé en mémoire de Wilfrid Clive, morte lors d'une séjour en Dominique, est conservé dans l'église St Peter, Wormbridge, Herefordshire. Downing a également utilisé ses talents artistiques pour soutenir ses activités de suffragette, à la fois en travaillant avec Marion Wallace Dunlop pour organiser une série de processions et en vendant son travail pour collecter des fonds pour le mouvement. Il s'agit notamment des statuettes intitulées « A Sketch » et « Peter Pan » en 1908, et des statuettes de Christabel Pankhurst et Annie Kenney en 1909.

## Activités suffragistes

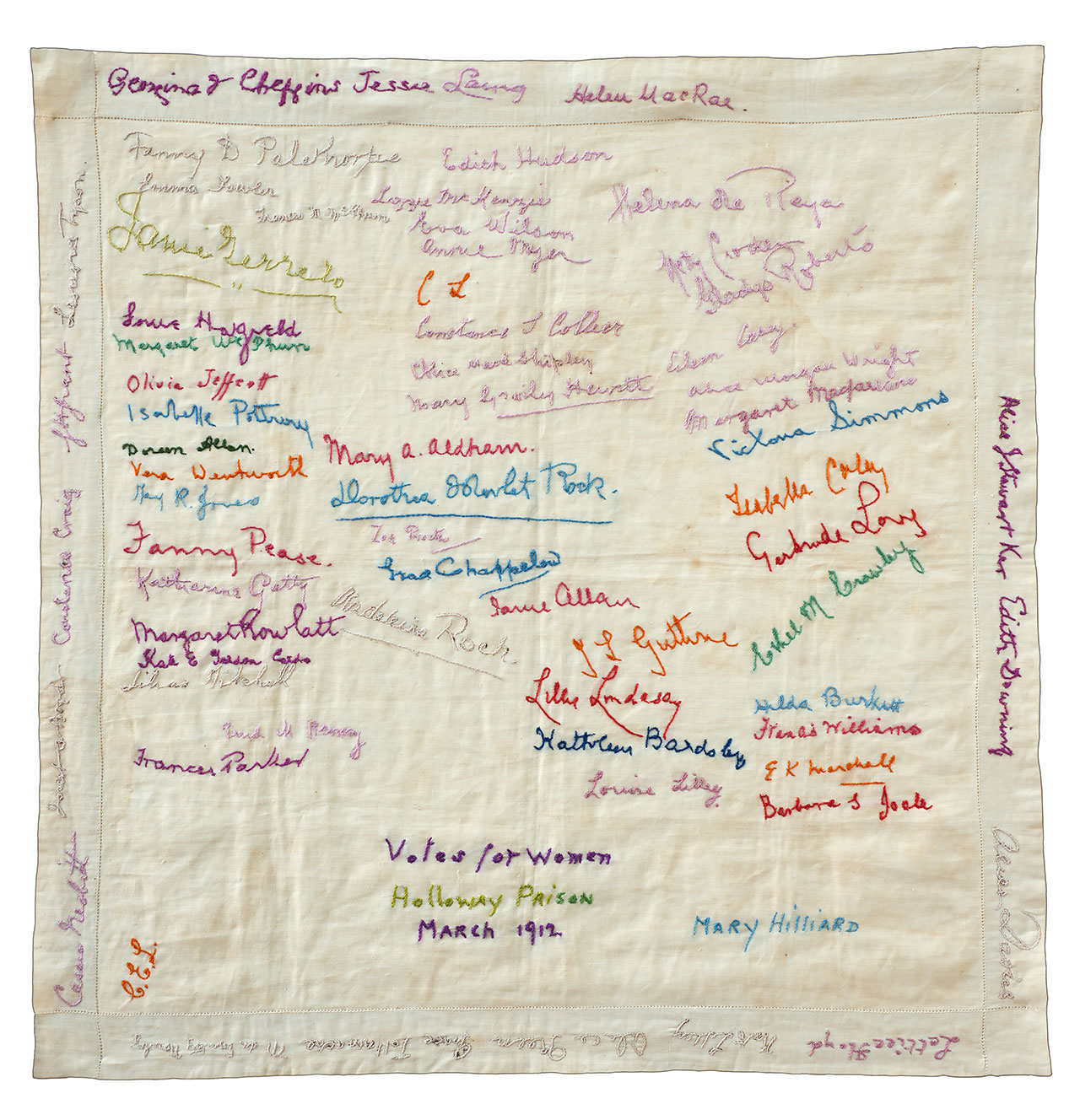
Le mouchoir des sufragettes.

Edith Downing rejoint la Central Society for Women's Suffrage en 1903 puis la London Society for Women's Suffrage en 1906. En 1908, elle rejoint la branche de Chelsea de la Women's Social and Political Union, plus radicale, avec sa sœur Caroline Lowder Downing. En juin 1910, Edith et Marion Wallace Dunlop ont créé un « Tableau des prisonniers » pour la procession « Prison to Citizenship » de la WSPU, tandis que l'année suivante, elles collaborent à la « Women's Coronation Procession ». Cette procession était dirigée par Flora Drummond à cheval et comprenait Annan Bryce habillée en Jeanne d'Arc et 700 femmes vêtues de blanc pour représenter les prisonniers suffragettes. En novembre 1911, Downing participe à plusieurs manifestations, dont une sur Parliament Square, qui a provoqué des affrontements avec la police. Le 23 novembre 1911, elle brise une fenêtre de Somerset House et est condamnée à une semaine de prison. Elle est de nouveau arrêtée le 1er mars 1912 pour avoir jeté une pierre dans la fenêtre d'un marchand d'art à Regent Street alors qu'elle participait à la campagne de bris de vitres du WSPU, dans le West End de Londres. Elle est incarcérée à la prison de Holloway où elle mène une grève de la faim et est alimentée de force. Downing est l'une des 68 femmes qui ont brodé leurs signatures ou leurs initiales sur le mouchoir des suffragettes. Elle est libérée fin juin, avant le terme de sa peine.
Downing reçoit la Hunger Strike Medal « pour la vaillance », décernée par la WSPU. Elle meurt en octobre 1931 dans le Surrey.